# Drummondia
Drummondia, jedini rod pravih mahovina u monogeneričkoj porodici Drummondiaceae, dio reda Scouleriales. Sastoji se od nekoliko vrsta iz Australije i juga Južne Amerike.

## Vrste
1. Drummondia corinellae Lowry, 1984
2. Drummondia luce Lowry & Stoddart, 2012
3. Drummondia marlo Lowry & Stoddart, 2012
4. Drummondia parviramus Lowry, 1984
5. Drummondia tridentata Lowry & Stoddart, 2012